# Chionaspis angusta
Chionaspis angusta är en insektsart som beskrevs av Green 1904. Chionaspis angusta ingår i släktet Chionaspis och familjen pansarsköldlöss. Inga underarter finns listade i Catalogue of Life.